# Tura laticauda
Tura laticauda är en kräftdjursart som beskrevs av Gustav Budde-Lund 1913B. Tura laticauda ingår i släktet Tura och familjen Porcellionidae. Inga underarter finns listade i Catalogue of Life.